# FLOWERS -フラワーズ-
『FLOWERS』（フラワーズ）は、2010年6月12日公開の日本映画。

## 概要
「娘と母、父と母、夫と妻、姉と妹、母と子」をテーマに、昭和初期から現代を4つに分け、それぞれの時代を生きた6人の女性の姿を描く。
出演は、蒼井優、鈴木京香、竹内結子、田中麗奈、仲間由紀恵、広末涼子と、いずれも映画やドラマでは主演クラスの面々が顔を揃えた。資生堂が製作および特別協賛に名を連ねており、この6名は、資生堂のブランド「TSUBAKI」のCMに出演していた。
企画・製作総指揮は、「TSUBAKI」のボトルデザインなどを手掛けたクリエイティブディレクターの大貫卓也。監督は、『タイヨウのうた』、『ガチ☆ボーイ』を手掛けた小泉徳宏（ROBOT）。
撮影は2009年4月〜9月に、能登半島など日本各地で行われた。
全国301スクリーンで公開され、2010年6月12-13日初日2日間で興収5,494万6,600円、動員4万3,060人になり映画観客動員ランキング（興行通信社調べ）で初登場第8位となった。
2011年5月29日にWOWOWにてテレビ初放映。

## ストーリー
昭和11年、春。当時の慣習であった、親同士が決めた結婚に悩み続ける凛。凛は未だ会ったことの無い相手への不安などを抱えたまま結婚式前日を迎えた。式当日。結論を出せない凛は、花嫁姿のまま家を飛び出してしまう。
昭和44年、夏。家を飛び出してから約30年が経っていた凛は、3人の娘を授かっていた。次女の翠は、当時はまだ珍しいキャリアウーマンとして出版社で働いていた。そんな中、翠は恋人からプロポーズされる。しかし、今まで男性社会の中で一生懸命働いてきた翠の心は仕事と結婚の間で揺れ始める。翠は実家へ帰省し、同じく帰省してきた長女の薫と久しぶりに会う。薫は、夫を交通事故で亡くし、そのとき心に負った傷がまだ完全には癒えずにいた。夫が交通事故死した直後、亡き夫との思い出となった新婚旅行の場所を巡る旅に出たときのことをふと思い出していた。
昭和52年、秋。凛の三女・慧は夫と娘の奏の3人で幸せな生活を送っていた。しかし、慧が2人目を妊娠したことで家族の生活に変化が見え始める。生まれつき体が丈夫ではない慧は、医師から「出産には耐えられない」と宣告される。
平成21年、冬。慧の長女・奏はピアニストになる夢を叶えるため上京するも、その才能に限界を感じていた。さらに、年下の恋人と別れた直後に妊娠していることが判明し、2つの悩みを抱え苦しむ日々を送る。一方、次女の佳は結婚し、男の子を産んだ。根っから明るく振舞う佳は、自らの命と引き換えに自分を生んだ母・慧の分まで前向きに生きようという強い想いが心の中にあった。

## キャスト

### 昭和11年
- 凛（りん）：蒼井優
本作の冒頭で父親に勝手に結婚相手を決められたことに不満を持つ。女学校に通っている。人生で重大な出来事である結婚を親のいいなりで決めてしまっていいのかを悩んだ末、挙式当日に衝動的に家を飛び出す。
- 片山文江：真野響子
凛の母。凛を含めて3人の子(凛、長男、次女)の母。家族思いで穏やかな性格だが寅雄からは「子供の育て方が甘い」と評される。凛の結婚前夜、家族5人で食卓を囲み嫁ぐ娘を祝うと同時に寂しい思いを吐露する。
- 片山寅雄：塩見三省
凛の父。亭主関白で厳格な性格で、日常的に声を荒らげることも多い。挙式前日になっても、結婚に納得せず自身に反発し不満そうな態度を見せる凛を叱責する。
- 宮澤侘助（わびすけ）：三浦貴大
凛の婿となる予定の若者。寅雄に人柄などを気に入られて凛と結婚することになった。挙式当日凛と初めて顔を合わせる。

### 昭和44年
- 薫（かおる）：竹内結子
凛の長女。東京で暮らしている。数年前に博を亡くしたが、現在も彼を想い続けている。親族などからいくつもの見合い話を紹介されてきたが、断り続けている。実家に帰省してきた翠と近況を話し合い、慧と電話で話す。
- 翠（みどり）：田中麗奈
凛の次女。27歳。出版社勤務の編集者で、働いている部署は男だらけで唯一の女性社員。男勝りで気が強くサバサバした性格で思ったことを率直に言うが、家族にだけは弱い自分も見せる。文章力はあまりないが、字は上手。結婚と仕事に悩んでいる。
- 真中博：大沢たかお
故人で薫の回想シーンで登場。数年前に薫と電車に乗って海沿いの街に新婚旅行に訪れた時に、宿屋で仲睦まじく過ごす。
- 菊池敏雄：河本準一（次長課長）
小説家を目指す、週刊誌のライター。異性の友人である翠に好意を寄せており、プロポーズし断られるがめげずに再びアタックする。翠には結婚後は、仕事を辞めてもらいたいと思っている。
- 遠藤壮太朗：長門裕之
翠が編集を担当する、ベテラン小説家。翠によると、元は純文学を書いていたが現在は官能小説ばかり書いているとのこと。筆の進みが遅い自身の執筆作業を催促しに来る翠と親しくしており、時には料理をしたり寺で写経するなどしている。

### 昭和52年
- 慧（さと）：仲間由紀恵
凛の三女。晴夫と、幼稚園に通う娘の奏の3人で楽しく暮らしている。第2子妊娠中の検診で良くない状況と知りながら出産しようとする。ポジティブな性格だが少々頑固な所がある。作中では姉2人との直接の共演シーンはなく、「昭和44年」の夏祭りの日に翠と電話で話すワンシーンがある。
- 宮澤晴夫（1977年）：井ノ原快彦（20th Century）
慧の夫。慧に付き添って病院に訪れ、妻が会計を済ませている間に担当する産婦人科医から詳しい状況を聞く。若干親バカな所もあるが家族思いの優しい性格。第2子の出産について難しい判断を迫られる。

### 平成21年
- 奏（かな）：鈴木京香
慧の長女。東京在住。ピアニストの譜めくりとして演奏会で仕事をしているが、田舎で暮らす親族には表向き「ピアニストをしている」と言っている。祖母の葬儀のため久しぶりに実家に一時帰宅し、晴夫と佳や親族と会って話をする。どちらかと言うと秘密主義で物事を自分で解決しようとする性格で、現在は仕事、失恋、妊娠などの悩みを抱えている。
- 佳（けい）：広末涼子
慧の次女で奏の妹。奏との姉妹仲は良い。人当たりがよく日常の小さなことに幸せを感じるタイプでカンが鋭い。若い頃の写真でしか母の顔を知らない。晴夫と同じく親バカで啓太の絵に才能を感じている。今後の生活に不安を口にする奏を優しく見守る。
- 宮澤晴夫（2009年）：平田満
奏と佳の父。娘2人が独立して家を出た後、同居していた義母(慧の母である凛)を亡くしたばかりで親族で集まって葬儀後の食事会をする。佳がささやかながら幸せな家庭を築いていることに喜ぶ一方、独身の奏のことを心配している。人知れず今でも慧を失った悲しみを心に抱えている。
- 平野太一：駿河太郎
佳の夫。葬儀に訪れ息子の相手をしていたがぐずり出したため、妻に助けを求める。
- 平野啓太：倉掛竜樹
佳の息子。年は幼稚園児ぐらい。絵を描くことが好き。葬儀後の食事会で両親が親族の相手をしている間、時間に余裕のできた奏に絵本を読んでもらう。

## スタッフ
- 企画・製作総指揮：大貫卓也
- 監督：小泉徳宏（ROBOT）
- エグゼクティブプロデューサー：阿部秀司（ROBOT）
- プロデューサー：飯島雄介、天野孝之、八木欣也、黒木敬士
- アソシエイトプロデューサー：天野賢、小出真佐樹
- 脚本：藤本周、三浦有為子
- 音楽：朝川朋之
- 主題歌 - DREAMS COME TRUE「ねぇ」（DCT records/NAYUTAWAVE RECORDS）
- 撮影：広川泰士
- 照明：津嘉山誠
- 美術：山口修
- 装飾：龍田哲児
- 録音：小林武史
- 整音：太斎唯夫
- 編集：張本征治
- 視覚効果：石井教雄
- 衣装デザイン：小川久美子
- ヘアメイク：田中マリコ
- 制作プロダクション：ROBOT
- 製作会社：「FLOWERS」製作委員会（ADK、ROBOT、東宝、小学館、資生堂、日本テレビ、読売テレビ、読売新聞、KDDI）
- 配給：東宝

## 挿入曲
- 「ピアノ協奏曲第2番ハ短調作品18第一楽章」

作曲：S.ラフマニノフ
オーケストラとゲストのピアノ奏者の演奏会で、この曲の最終盤の部分が演奏される。
- 「きらきら星」

童謡。
佳が、啓太を寝かしつけるための子守唄として歌う。
- 「おもいでのアルバム」

作詞：増子とし／作曲：本多鉄麿
奏が幼稚園のピアノで弾いた後、その帰り道に慧と2人で歌う。
- 「熱帯魚」

作詞：阿久悠／作曲：川口真／原曲は岩崎宏美が歌唱した。
自宅で慧と晴夫が会話するシーンで、そばにあるテレビに岩崎本人の歌唱する映像が流れる。
- 「前奏曲集第1巻第8曲＜亜麻色の髪の乙女＞」

作曲：C.ドビュッシー
奏が実家のピアノでこの曲を弾く。
- 「そよ風の誘惑」

オリビア・ニュートン＝ジョンの楽曲。アメリカでヒットしたポピュラー音楽として知られる。
本作エンドロール前のシーンでこの歌がBGMとして流れる。